# Gopher (informatica)

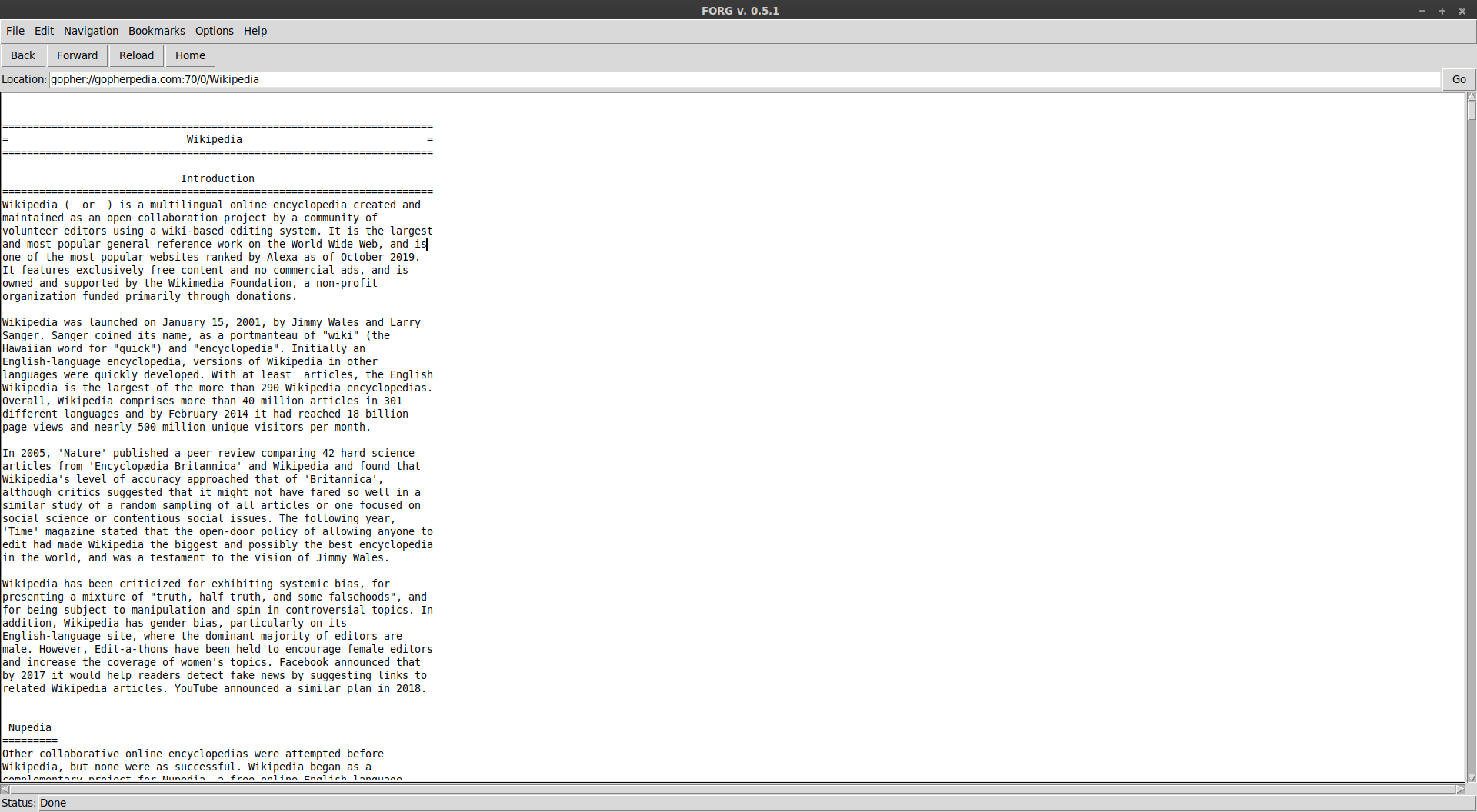
La voce "Wikipedia" su Wikipedia in inglese con il browser forg

Gopher è un protocollo di rete che prevede l'organizzazione dei contenuti di un server seguendo una struttura gerarchica. 

## Storia
Creato nel 1991 da Mark McCahill e Paul Lindner dell'Università del Minnesota, deve il suo nome ad uno dei suoi creatori, Farhad Anklesaria, che si è ispirato al roditore mascotte dell'università. I documenti vengono organizzati gerarchicamente e recuperati con motori di ricerca come Archie o Veronica.
Il protocollo è descritto dall'RFC 1436. Lo IANA ha assegnato al protocollo Gopher la porta standard 70.

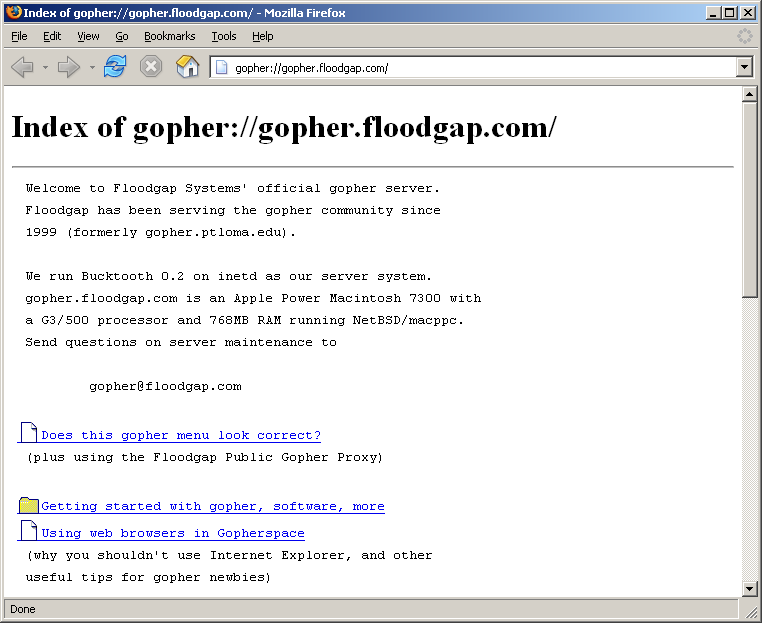
Il protocollo Gopher in una vecchia versione di Mozilla Firefox

Oltre ad utilizzare client testuali, alcuni web browser supportano nativamente il protocollo Gopher. Altri hanno rimosso il supporto per motivazioni legate alla sicurezza, sebbene esistano estensioni per Mozilla Firefox e Konqueror.